# Мафи, Соане Патита Паини
Соане Патита Паини Мафи (англ. Soane Patita Paini Mafi; род. 19 декабря 1961, Нукуалофа, Тонга) — первый тонганский кардинал. Коадъютор епископа Тонги с 28 июня 2007 по 21 апреля 2008. Четвёртый епископ Тонги с 21 апреля 2008. Председатель конференции католических епископов Тихого океана с 2010. Кардинал-священник с титулом церкви Санта-Паола-Романа с 14 февраля 2015. На момент возведения в сан кардинала Соане Патита Паини Мафи являлся самым молодым кардиналом Римско-католической церкви.